# Villers-la-Faye
Pour les articles homonymes, voir Villers et Faye.
Villers-la-Faye est une commune française située dans le département de la Côte-d'Or en région Bourgogne-Franche-Comté.

## Géographie

### Climat
Pour des articles plus généraux, voir Climat de la Bourgogne-Franche-Comté et Climat de la Côte-d'Or.
En 2010, le climat de la commune est de type climat océanique dégradé des plaines du Centre et du Nord, selon une étude du Centre national de la recherche scientifique s'appuyant sur une série de données couvrant la période 1971-2000. En 2020, Météo-France publie une typologie des climats de la France métropolitaine dans laquelle la commune est exposée à un climat océanique altéré et est dans la région climatique  Bourgogne, vallée de la Saône, caractérisée par un bon ensoleillement (1 900 h/an), un été chaud (18,5 °C), un air sec au printemps et en été et des vents faibles. 
Pour la période 1971-2000, la température annuelle moyenne est de 10,3 °C, avec une amplitude thermique annuelle de 17,8 °C. Le cumul annuel moyen de précipitations est de 874 mm, avec 11,8 jours de précipitations en janvier et 7,4 jours en juillet. Pour la période 1991-2020, la température moyenne annuelle observée sur la station météorologique de Météo-France la plus proche, « Savigny Les Bea », sur la commune de Savigny-lès-Beaune à 6 km à vol d'oiseau, est de 11,9 °C et le cumul annuel moyen de précipitations est de 752,9 mm,. Pour l'avenir, les paramètres climatiques de la commune estimés pour 2050 selon différents scénarios d'émission de gaz à effet de serre sont consultables sur un site dédié publié par Météo-France en novembre 2022.

## Urbanisme

### Typologie
Au 1er janvier 2024, Villers-la-Faye est catégorisée commune rurale à habitat dispersé, selon la nouvelle grille communale de densité à 7 niveaux définie par l'Insee en 2022.
Elle est située hors unité urbaine. Par ailleurs la commune fait partie de l'aire d'attraction de Dijon, dont elle est une commune de la couronne,. Cette aire, qui regroupe 333 communes, est catégorisée dans les aires de 200 000 à moins de 700 000 habitants,.

### Occupation des sols

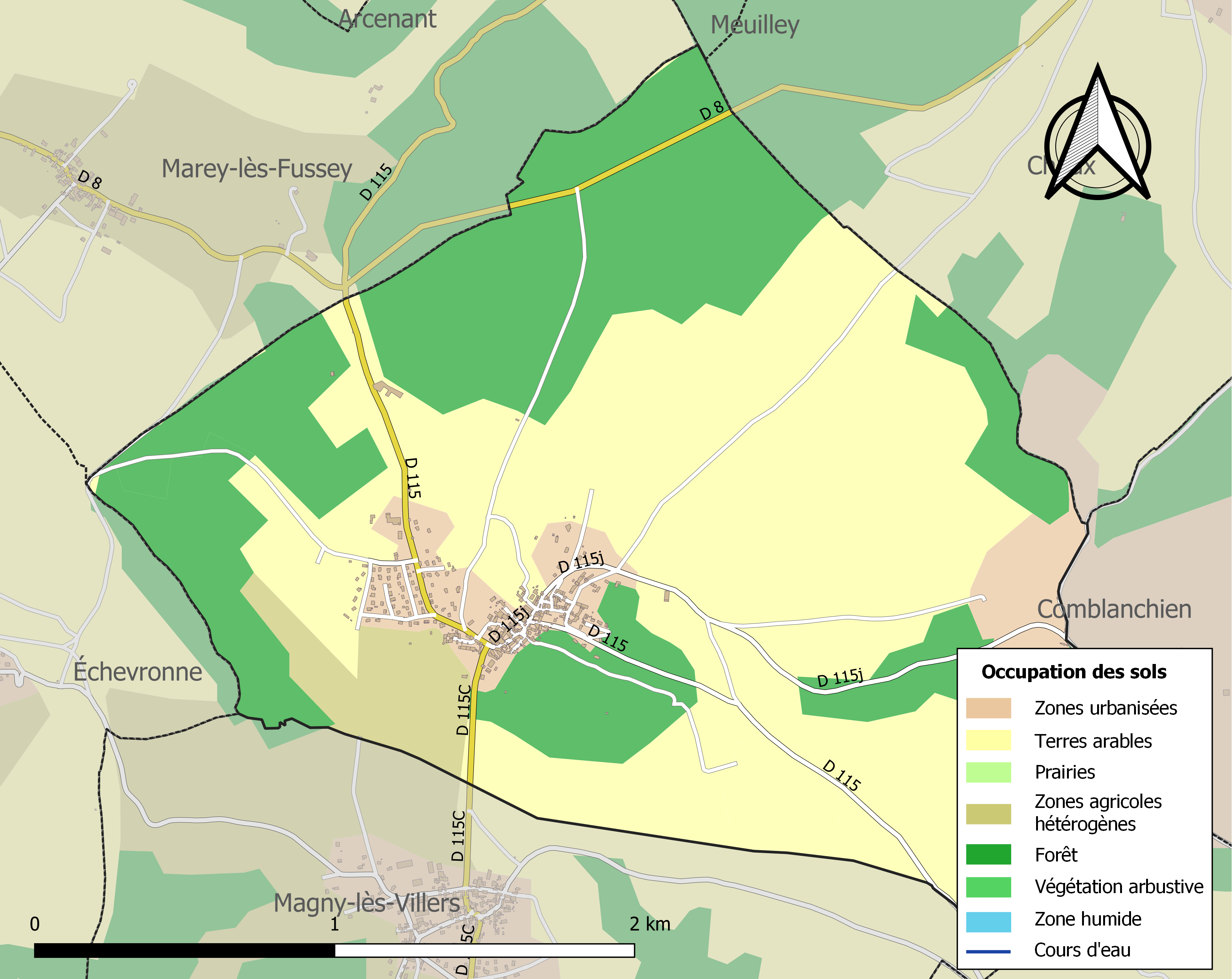
Carte des infrastructures et de l'occupation des sols de la commune en 2018 (CLC).

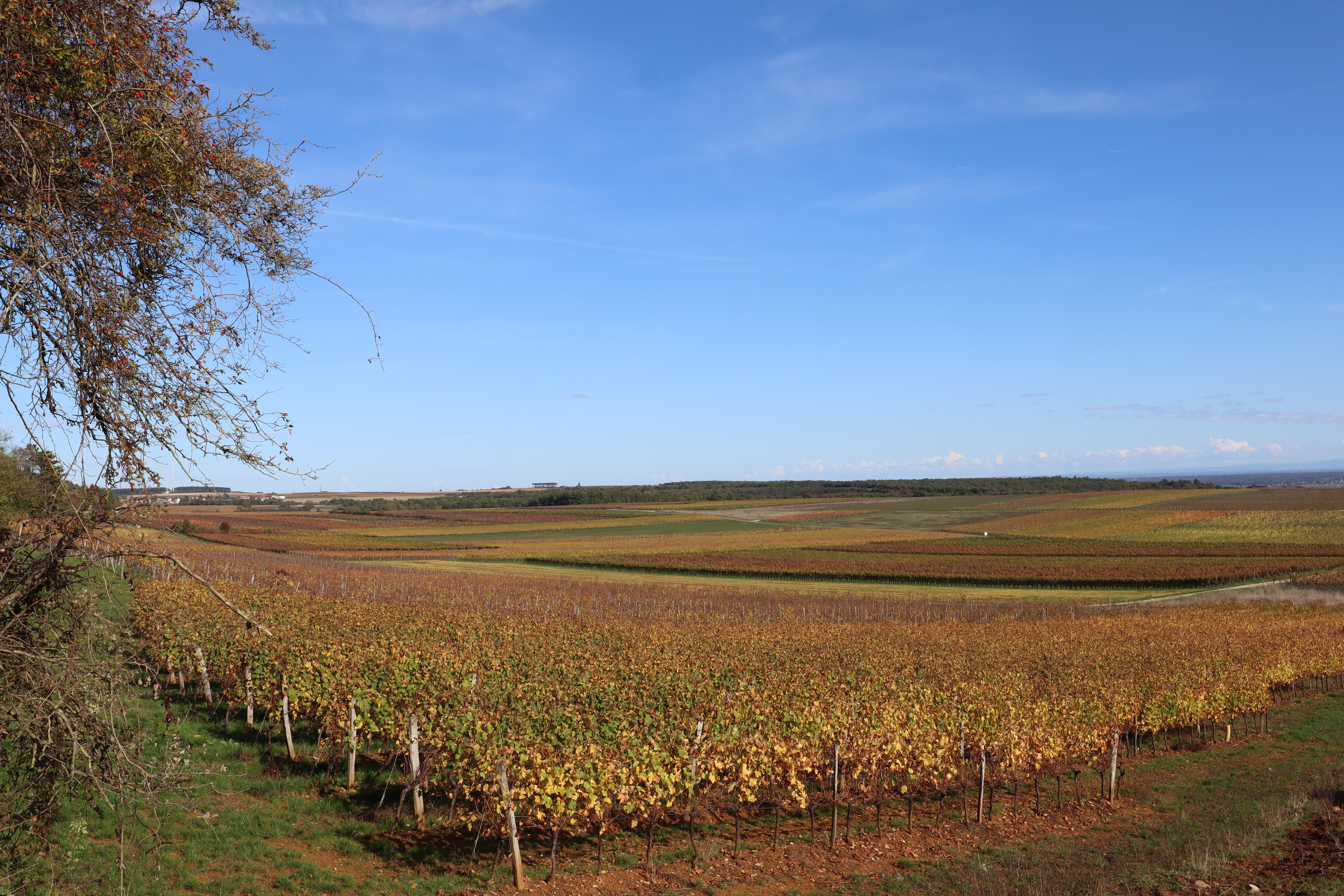
Vignes à Villers-la-Faye.

L'occupation des sols de la commune, telle qu'elle ressort de la base de données européenne d’occupation biophysique des sols Corine Land Cover (CLC), est marquée par l'importance des territoires agricoles (53 % en 2018), une proportion sensiblement équivalente à celle de 1990 (53,2 %). La répartition détaillée en 2018 est la suivante : 
cultures permanentes (46,8 %), forêts (39,1 %), zones urbanisées (4,7 %), zones agricoles hétérogènes (3,8 %), mines, décharges et chantiers (3,2 %), terres arables (2,5 %)
```
L'évolution de l’occupation des sols de la commune et de ses infrastructures peut être observée sur les différentes représentations cartographiques du territoire : la 
carte de Cassini
 (
XVIII
e
 
siècle
), la 
carte d'état-major
 (1820-1866) et les cartes ou photos aériennes de l'
IGN
 pour la période actuelle (1950 à aujourd'hui)
[
Carte 1
]
.
```

## Politique et administration
| Période                                  | Période        | Identité                     | Étiquette | Qualité                                                         |
| ---------------------------------------- | -------------- | ---------------------------- | --------- | --------------------------------------------------------------- |
| Les données manquantes sont à compléter. |                |                              |           |                                                                 |
| 1965                                     | 1977           | Marcel Fribourg              |           | Viticulteur                                                     |
| mars 1989                                | juin 1995      | Bernard Bonnardot            | PS        |                                                                 |
| juin 1995                                | septembre 1995 | Gérard Bouhey                |           |                                                                 |
| octobre 1995                             | mars 2001      | Marie-Claude Lebrun          |           |                                                                 |
| mars 2001                                | mai 2020       | Pierre-Alexandre Privolt     | DVG       | Conseiller général du Canton de Nuits-Saint-Georges (2004-2015) |
| mai 2020                                 | En cours       | Isabelle Chapuilliot-Cattier | PS        | Œnologue                                                        |

### Jumelage
- Villers-Saint-Ghislain (Belgique) depuis 1995

## Démographie
L'évolution du nombre d'habitants est connue à travers les recensements de la population effectués dans la commune depuis 1793. Pour les communes de moins de 10 000 habitants, une enquête de recensement portant sur toute la population est réalisée tous les cinq ans, les populations de référence des années intermédiaires étant quant à elles estimées par interpolation ou extrapolation. Pour la commune, le premier recensement exhaustif entrant dans le cadre du nouveau dispositif a été réalisé en 2008.

En 2022, la commune comptait 400 habitants, en évolution de +0,5 % par rapport à 2016 (Côte-d'Or : +0,82 %, France hors Mayotte : +2,11 %).
| 1793 | 1800 | 1806 | 1821 | 1836 | 1841 | 1846 | 1851 | 1856 |
| ---- | ---- | ---- | ---- | ---- | ---- | ---- | ---- | ---- |
| 206  | 245  | 284  | 243  | 278  | 274  | 277  | 289  | 382  |

| 1861 | 1866 | 1872 | 1876 | 1881 | 1886 | 1891 | 1896 | 1901 |
| ---- | ---- | ---- | ---- | ---- | ---- | ---- | ---- | ---- |
| 264  | 267  | 303  | 322  | 371  | 348  | 321  | 326  | 312  |

| 1906 | 1911 | 1921 | 1926 | 1931 | 1936 | 1946 | 1954 | 1962 |
| ---- | ---- | ---- | ---- | ---- | ---- | ---- | ---- | ---- |
| 309  | 299  | 267  | 257  | 266  | 242  | 254  | 266  | 260  |

| 1968 | 1975 | 1982 | 1990 | 1999 | 2006 | 2008 | 2013 | 2018 |
| ---- | ---- | ---- | ---- | ---- | ---- | ---- | ---- | ---- |
| 271  | 266  | 315  | 386  | 406  | 402  | 401  | 403  | 385  |

| 2022 | - | - | - | - | - | - | - | - |
| ---- | - | - | - | - | - | - | - | - |
| 400  | - | - | - | - | - | - | - | - |

## Culture locale et patrimoine

### Lieux et monuments
- Dans le cimetière, on peut voir la chapelle Saint-Abdon, vestige de ancienne église paroissiale. Son abside date du premier art roman du XIe siècle et sa tour du XVe siècle.
- Le château de Villers-la-Faye.

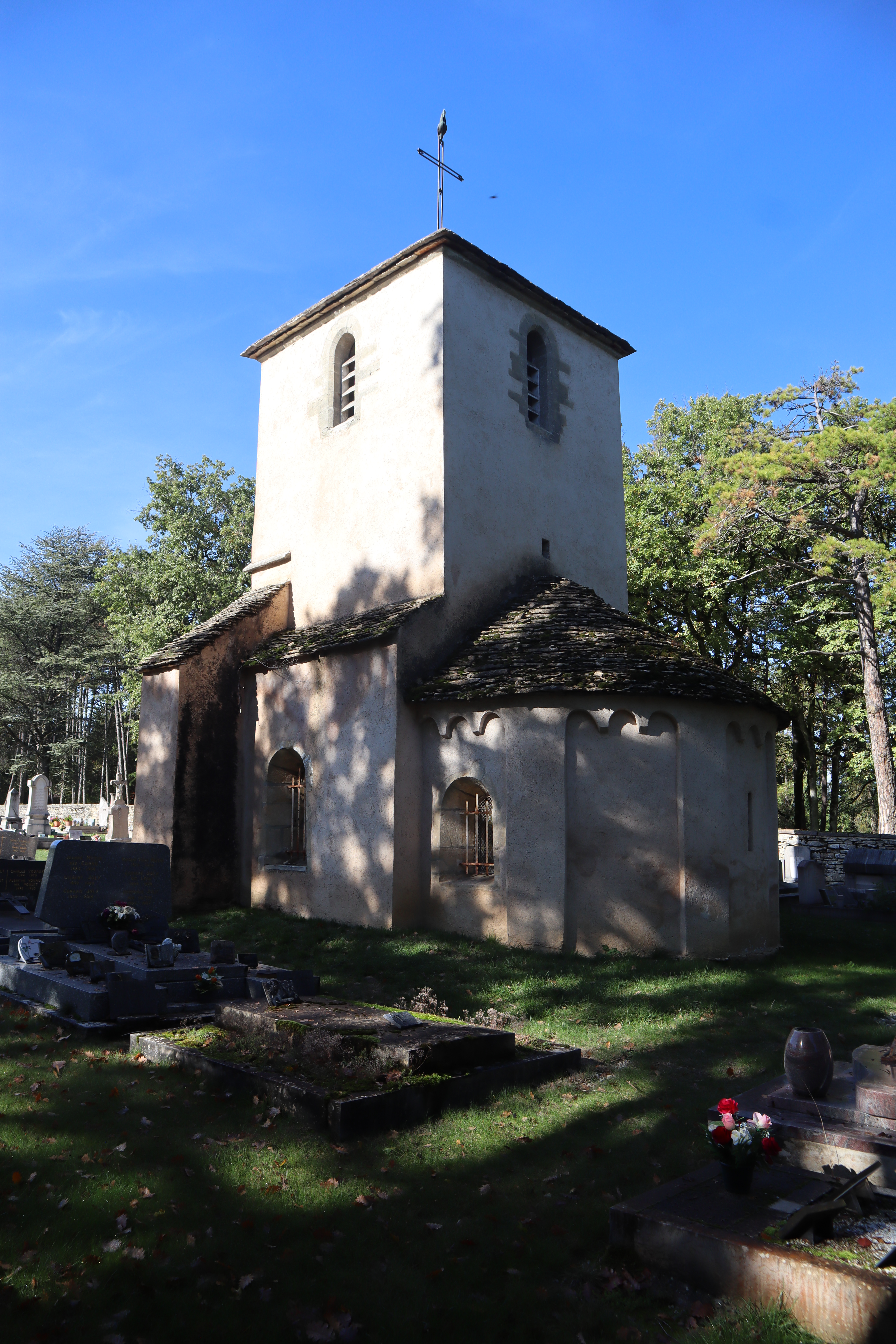
La chapelle Saint-Abdon.
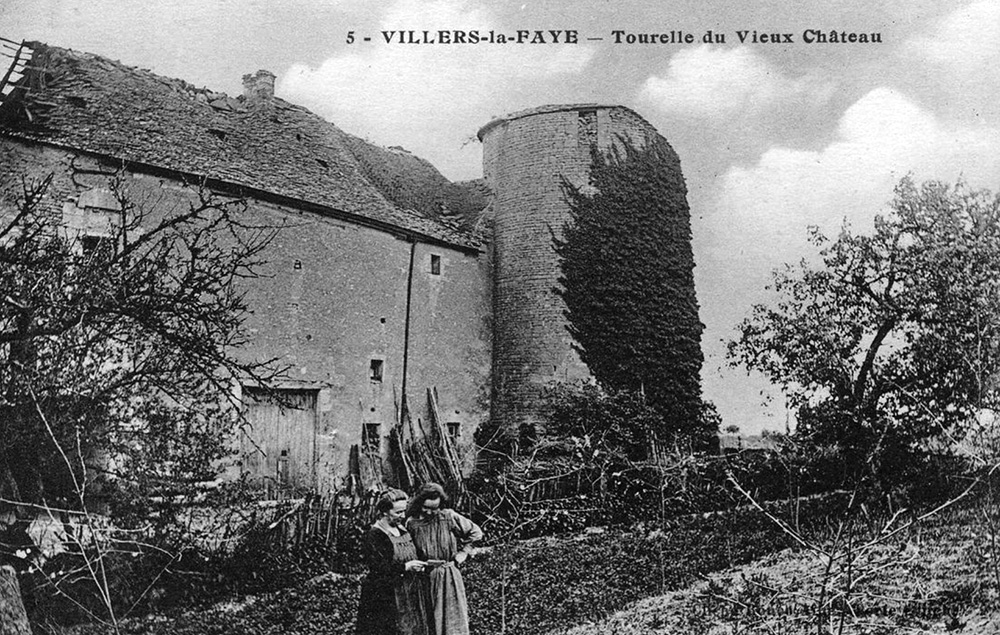
Château de Villers-la-Faye vers 1900.

### Personnalités liées à la commune
- Jean-Baptiste Bouhey-Allex (1855-1913), député, maire de la commune de 1884 à 1904.
- Jean Bouhey (1898-1963), son fils, député et résistant.

### Héraldique
| Blason de Villers-la-Faye | Blason  | D'or à la fasce de gueules. |
| Blason de Villers-la-Faye | Détails | Adopté par la municipalité. |

### Littérature
- Dans le roman Les Paysans, Honoré de Balzac situe le château des Aigues du comte de Montcornet, non loin de Villers-la-Faye qu'il nomme Ville-aux-Fayes. Il y est venu plusieurs fois en dans les années 1840, en visite chez son ami Charles Lautour-Mézeray, (1801-1861), qui est alors sous-préfet de Bourgogne.